# ヤポンスキー島
ヤポンスキー島（英語: Japonski Island、Yak'w Kashaneixí、ロシア語: остров Японский）は、アメリカ合衆国アラスカ州南東部のアレキサンダー諸島にある島である。シトカ市に属し、シトカ市の中心地があるバラノフ島とはシトカ海峡によって隔てられている。
島の名前はアラスカがロシアに属していた時代につけられたものである。「ヤポンスキー（Японский）」とはロシア語で「日本（人）の」を意味し、1805年に蝦夷の漁民がこの島に漂着し、翌年、島に住んでいたロシア人が日本に送り返したことに由来する。
ヤポンスキー島はバラノフ島とジョン・オコネル橋で結ばれている。この橋が架かる以前は現在ケチカンにみられるようなフェリーシステムがあった。
現在ヤポンスキー島には、シトカ・ロッキー・グティエレス空港のほか、教育施設としてアラスカ大学サウスイースト校のシトカキャンパス、地方のアラスカ州民のための全寮制の州立Mt. Edgecumbe高校があり、アメリカインディアン衛生局の南東アラスカ地区医療センター (SEARHC)、アメリカ沿岸警備隊のシトカ航空基地などもある。このようにヤポンスキー島には多くの重要な施設が集中しているにもかかわらず、実際にヤポンスキー島に住んでいるのは、2000年の国勢調査によれば269人である。これはヤポンスキー島の面積が近くにある島々をあわせてもわずか1.5 km² (千代田区の1/9程度) ほどしかないからである。

## 人口統計
ヤポンスキー島は、1940年のアメリカ国勢調査で、法人化されていない村として一度だけ登場した。その後、シトカに併合された。